# Pakistan Air Force
Die Pakistan Air Force (PAF) (Urdu پاک فِضائیہ, Pāk Fizāʾiyah) ist der Luftkriegszweig der pakistanischen Streitkräfte, der in erster Linie mit der Luftverteidigung Pakistans beauftragt ist, mit einer sekundären Rolle der Luftunterstützung für die pakistanische Armee und die pakistanische Marine. Die Personalstärke der Pakistan Air Force liegt bei 70.000.
Die pakistanische Luftwaffe war seit ihrer Gründung 1947 an mehreren kriegerischen Auseinandersetzungen beteiligt. Die Befehlsgewalt liegt nach Artikel 243 der pakistanischen Verfassung beim Präsidenten Pakistans. Die Leitung der Luftwaffe obliegt dem Chief of Air Staff (CAS), der vom Präsidenten nach Bestätigung des Premierministers ernannt wird.

## Geschichte

### Indischer Eingriff in den Luftraum 1959
Am 10. April 1959 drang eine English Electric Canberra B(I).58 der indischen Luftwaffe im Zuge einer Operation in den Luftraum Pakistans ein. Zwei PAF F-86F Sabre  wurden beauftragt, das Kampfflugzeug der indischen Luftwaffe abzufangen. Eine PAF F-86F Sabre feuerte daraufhin Raketen auf das Kampfflugzeug, welches jedoch in einer Höhe von 50.000 Fuss flog. Die Canberra verlor an Höhe, als das zweite PAF F-86F das Kommando übernahm und eine Rakete abfeuerte, die die Canberra traf und über Rawat in der Nähe von Rawalpindi abstürzen ließ. Dieser Vorfall markierte die erste erfolgreiche Aktion der pakistanischen Luftwaffe. Die beiden Insassen der Canberra wurden von den pakistanischen Behörden festgenommen, aber nach kurzer Zeit wieder freigelassen.

### Zweiter und Dritter Indischer-Pakistanischer Krieg 1965 & 1971
Die Flotte der PAF bestand zu der Zeit (1965) aus 12 F-104A Starfighter, 120 F-86F Sabres, 90 CL-13B Sabre Mk 6, 36 Attacker FB.50, 28 B-57B Canberra Bombern, 30 T-37C Tweet und 21 T-33A T-Bird Trainer. Die pakistanische Luftwaffe gab an, dass sie am zweiten Tag des Krieges über die Lufthoheit verfügte. Die indische Luftwaffe gab jedoch ihrerseits an, über die Lufthoheit am zweiten Tag zu verfügen. Viele Historiker gehen davon aus, dass die ersten Erfolge der PAF auf die amerikanischen Kampfflugzeuge zurückzuführen sind. Die Inder widersprechen dieser Ansicht jedoch und gehen davon aus, dass die Flotte, bestehend aus MiG-21FL, Su-7BKL, HAL HF-24 Marut Mk.1, HAL HJT-16 Kiran Mk.II, MD.454 Mystere IVA, MD.450B Ouragon, Vampire FB.52, Sea Hawk FGA.6, Canberra B(I).58, Hawker Hunter FGA.56A und Folland Gnat F.1, leistungsbezogen besser war als die F-86F Sabre.
Pakistan verlor beim folgenden Konflikt mit Indien 1971 mindestens 42 eigene Flugzeuge.

### Andere Einsätze
Am 27. Februar 2019 bombardierte Pakistan Ziele in Indien und schoss eine indische Mig-21 ab. Am Tag zuvor hatte Indien ein Ziel in Pakistan angegriffen.
Am 18. Januar 2024 bombardierten JF-17 "terroristische" Ziele im Iran, welcher zuvor seinerseits "terroristische" Ziele in Pakistan angegriffen hatte.
Die pakistanische Luftwaffe flog nach einem Angriff von Taliban und 16 getöteten pakistanischen Soldaten am 25. Dezember 2024 Angriffe auf pakistanische Tehrik-i-Taliban in Afghanistan. Schon im März hatte die Luftwaffe zwei TTP-Lager in Afghanistan angegriffen.
Die pakistanische Luftwaffe flog am 7. Mai 2025 Angriffe gegen indische Flugzeuge. An der Luftschlacht nahmen mehr als 125 Kampfflugzeuge teil. Nach pakistanischen Angaben wurden mehrere indische Kampfflugzeuge mittels PL-15 Luft-Luft-Langstreckenraketen abgeschossen. Pakistan verlor eine C-130 und Saab 2000 Erieye. Indien bestätigte Abschüsse aber nicht in der von Pakistan behaupteten Menge. Alle Piloten seien wohlauf. Die taktischen Fehler seien nur am ersten Tag passiert und sofort korrigiert worden.
Am 9. Mai 2025 wurden mehrere Basen der pakistanischen Luftwaffe von indischen Raketen angegriffen. Auf einer Basis sollen 50 Militärangehörige getötet worden sein.
Laut indischen Angaben gelang der Abschuss von sechs pakistanischen Kampfflugzeugen. Von zwei Saab 2000 Erieye Frühwarnflugzeugen wurde eins durch Raketenbeschuss am Boden zerstört.

## Ausrüstung
Die pakistanische Luftwaffe verfügt über folgende Ausrüstung:

### Flugzeuge

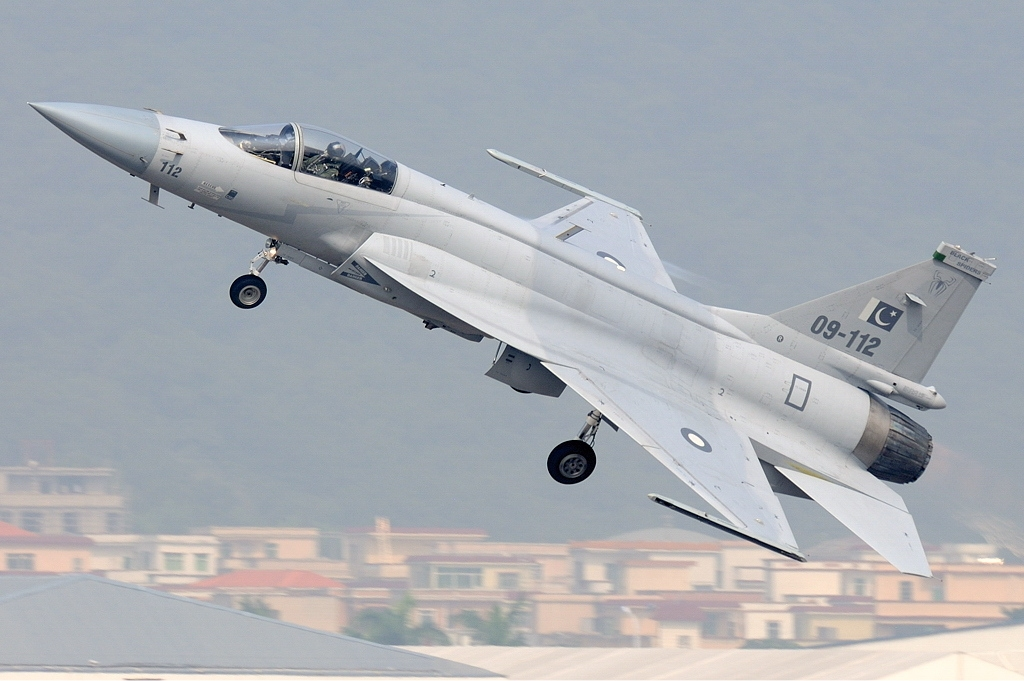
Pakistanische JF-17A Thunder
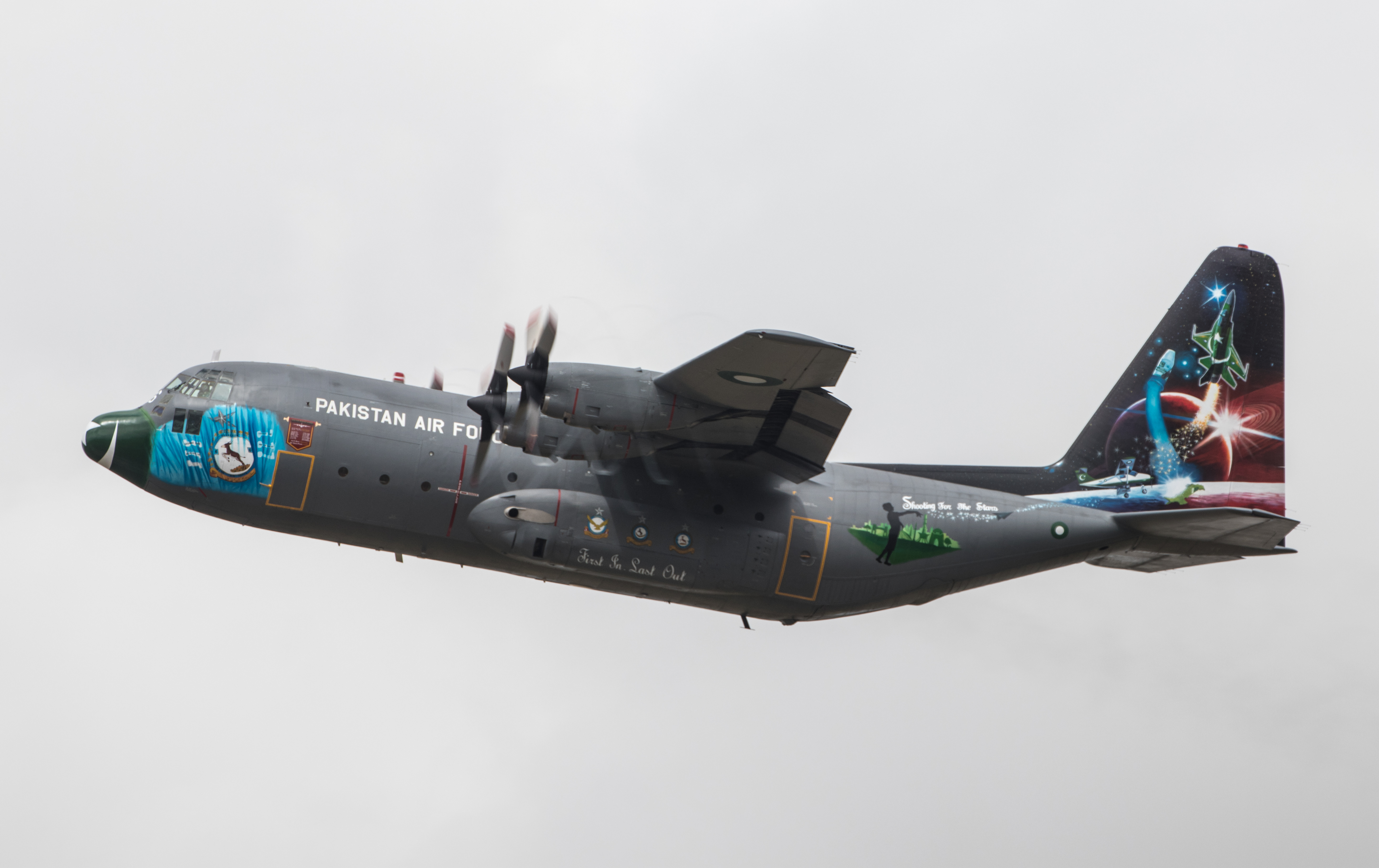
Pakistanische C-130B bei der Royal International Air Tattoo 2019
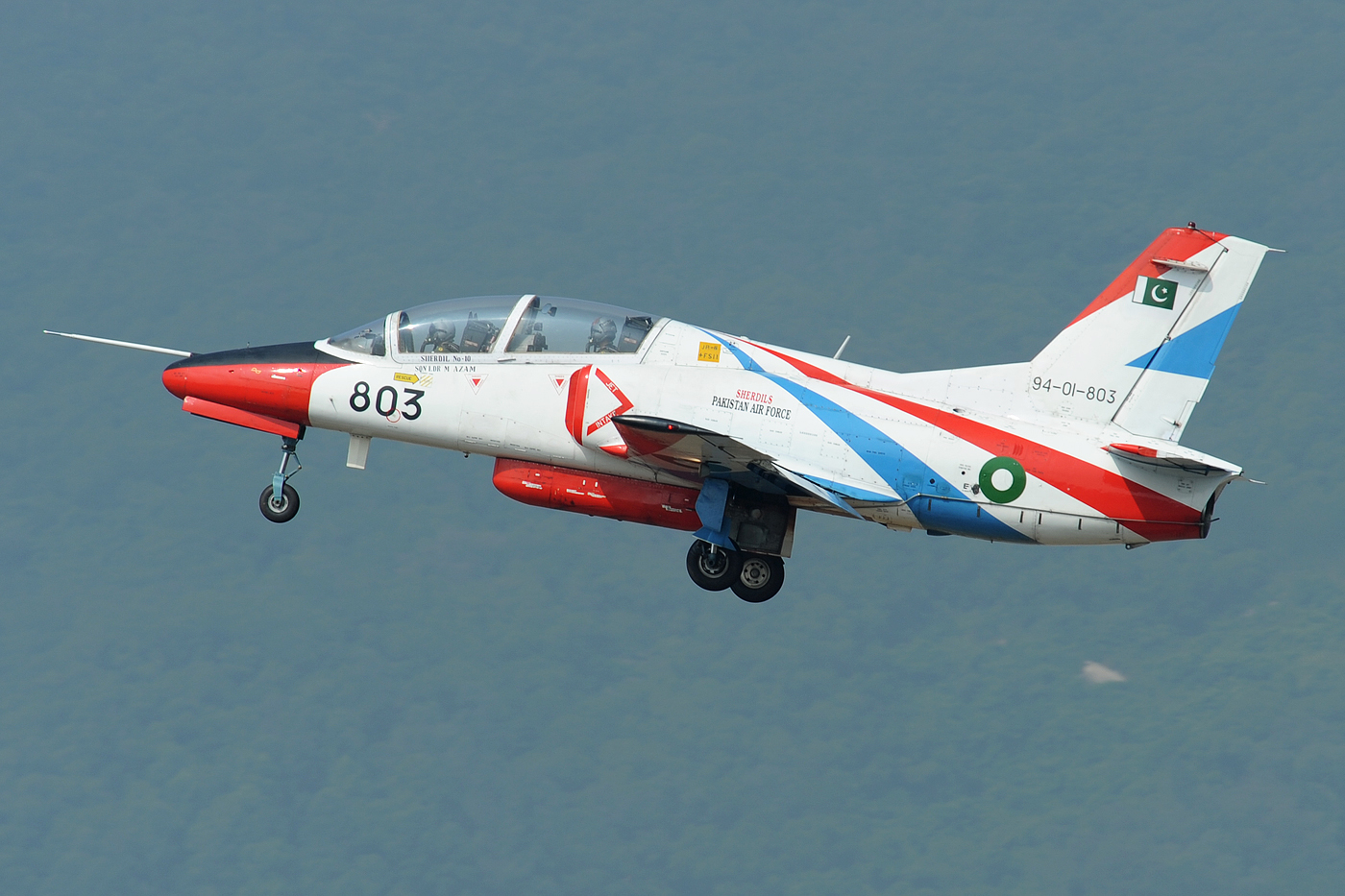
Hongdu K-8P bei einer Flugshow

| Luftfahrzeuge                  | Herkunft                     | Verwendung                              | Version                 | Aktiv          | Bestellt       | Anmerkungen |
| Kampfflugzeuge                 | Kampfflugzeuge               | Kampfflugzeuge                          | Kampfflugzeuge          | Kampfflugzeuge | Kampfflugzeuge | Kampfflugzeuge |
| ------------------------------ | ---------------------------- | --------------------------------------- | ----------------------- | -------------- | -------------- | --- |
| Chengdu J-7                    | Volksrepublik China          | Abfangjäger                             | F-7P F-7PG              | 135            |                | Ausmusterung der F-7PG Skybolt angekündigt 2024 ohne Datum. Zuvor wurden die Versionen F-7MP und F-7P ausgemustert. Ersetzte die F-6C                                  |
| Dassault Mirage III            | Frankreich                   | Abfangjäger                             | IIIEPIIIOF/EEIIIRP/2    | 69             |                | Im März 2023 feierte Pakistan 55 Jahre Mirage-Einsatz. Im Frühjahr 2024 wurde die Ausmusterung ohne Datum angekündigt. Ersetzte die F-104A Starfighter und F-86F Sabre |
| General Dynamics F-16          | Vereinigte Staaten           | Mehrzweckkampfflugzeug                  | F-16AMF-16C             | 44             |                | 28 F-16 wurden durch US Embargos nie geliefert. Block 52+, Block 20 MLU und Block 15 MLU im Bestand                                                                    |
| Chengdu J-10                   | Volksrepublik China          | Mehrzweckkampfflugzeug                  | J-10CE                  | 18             | 7              | |
| Chengdu FC-1                   | Volksrepublik China Pakistan | Mehrzweckkampfflugzeug                  | JF-17A JF-17C           | 121            | 38             | Ersetze die A-5C und schrittweise die F-7PG Skybolt |
| Dassault Mirage 5              | Frankreich                   | Erdkampfflugzeug                        | 5F5D/DE5PA2/3           | 90             |                | Mirage 5PA3 mit AM39 Exocet Raketen ausgerüstet um Seeziele zu bekämpfen                                                                                               |
| Flugzeuge für Spezialmissionen |                              |                                         |                         |                |                | |
| Dassault Falcon 20             | Frankreich                   | Elektronische Kampfführung              | DA20EW                  | 2              |                | Modifizierte DA20E und F Ersetzte die RB-57F Canberra |
| Saab 2000                      | Schweden                     | AWACS                                   | Erieye                  | 9              |                | |
| Shaanxi Y-8                    | Volksrepublik China          | AWACS                                   | ZDK-03                  | 4              |                | Auf Basis der Y-8F600 |
| Iljuschin Il-76                | Sowjetunion                  | Tankflugzeug                            | Il-78MP                 | 4              |                | Modernisiert durch die Ukraine |
| Transportflugzeuge             |                              |                                         |                         |                |                | |
| Airbus A319                    | Europäische Union            | Geschäftsreiseflugzeug                  | 112                     | 1              |                | VIP Flugzeug, ersetzte die Trident 1E |
| Airbus A310                    | Europäische Union            | Geschäftsreiseflugzeug                  | 304                     | 1              |                | VIP Flugzeug, ersetzte die 707-351B und VC.1 Viking 1B |
| Dassault Falcon 20             | Frankreich                   | Geschäftsreiseflugzeug                  | 20E/F                   | 1              |                | |
| Gulfstream IV                  | Vereinigte Staaten           | Geschäftsreiseflugzeug                  | IVSP                    | 2              |                | |
| Lockheed C-130                 | Vereinigte Staaten           | Transportflugzeug                       | C-130BC-130EC-130H      | 19             |                | (1) ziviler L-100-20 Ersetzte die C-47B Dakota und Freighter Mk 21E |
| CASA CN-235                    | Indonesien Spanien           | Transportflugzeug                       | 220                     | 3              |                | |
| Beechcraft King Air            | Vereinigte Staaten           | Transportflugzeug                       | King Air 350i           | 2              |                | |
| Saab 2000                      | Schweden                     | TransportflugzeugGeschäftsreiseflugzeug |                         | 7              |                | |
| Harbin Y-12                    | Volksrepublik China          | Transportflugzeug                       | Y-12II                  | 2              |                | |
| Schulflugzeuge                 |                              |                                         |                         |                |                | |
| Lockheed Martin F-16           | Vereinigte Staaten           | Strahltrainer                           | F-16BMF-16D             | 31             |                | |
| Shenyang J-6                   | Volksrepublik China          | Strahltrainer                           | FT-6                    | 9              |                | Variante der MiG-19S / F-6C Ersetzte die FT-2 und T-33A T-Bird |
| Chengdu J-7                    | Volksrepublik China          | Strahltrainer                           | FT-7P FT-7PG            | 5              |                | Basiert auf der F-7 |
| Chengdu FC-1                   | Volksrepublik China Pakistan | Strahltrainer                           | JF-17B                  | 25             |                | |
| Hongdu JL-8                    | Volksrepublik China Pakistan | Strahltrainer                           | K-8 K-8P                | 38             |                | |
| Dassault Mirage III            | Frankreich                   | Strahltrainer                           | IIIBE/ELIIID(O)/DEIIIDP | 18             |                | Zum größten Teil als Ersatzteilspender |
| Dassault Mirage 5              | Frankreich                   | Strahltrainer                           | 5DPA2 5DD               | 2              |                | 5DPA2 als Aufklärer |
| Cessna T-37                    | Vereinigte Staaten           | Strahltrainer                           | T-37B T-37C             | 28             |                | Wird schrittweise durch die K-8P ersetzt |
| Saab Safari                    | Schweden Pakistan            | Basistrainer                            | MFI-17 MFI-395          | 119            |                | Lizenzversion Ersetze die T-6G Harvard IV und DH.82A Tiger Moth |

### Hubschrauber

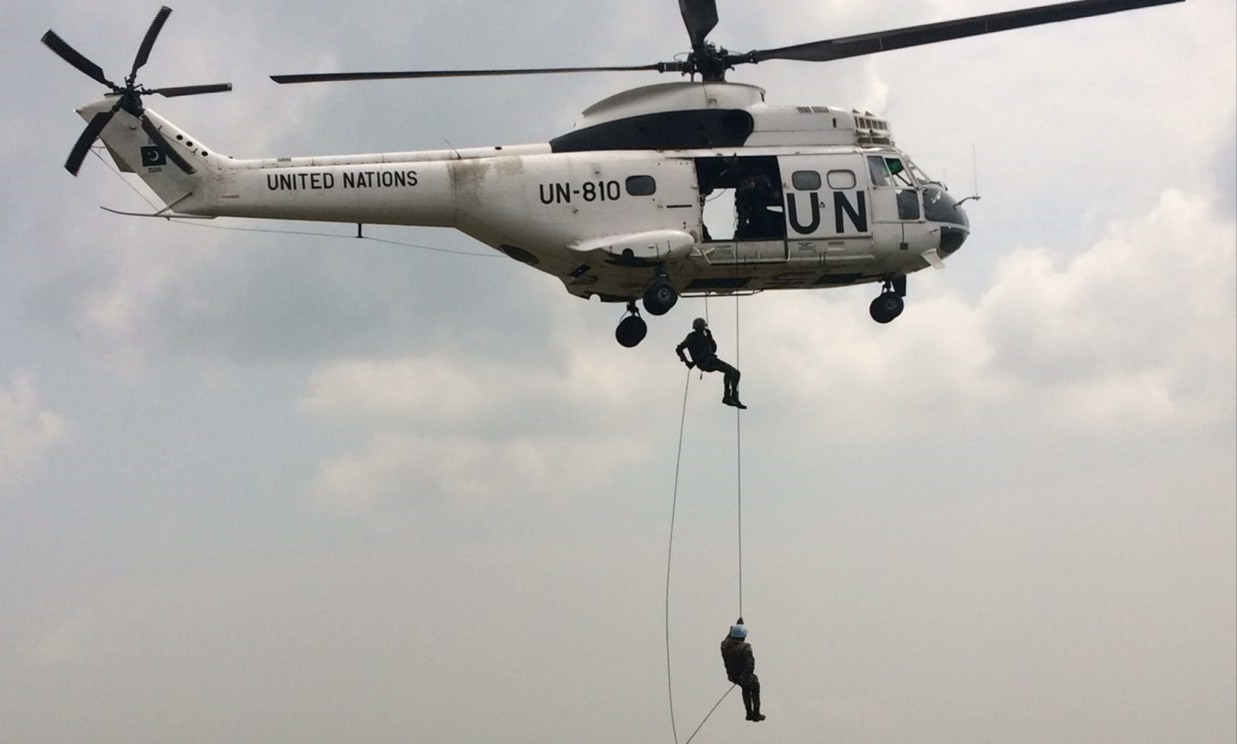
Aérospatiale SA 330L der UN im Kongo

| Luftfahrzeuge        | Herkunft                          | Verwendung                                 | Version                    | Aktiv | Bestellt | Anmerkungen                                              |
| -------------------- | --------------------------------- | ------------------------------------------ | -------------------------- | ----- | -------- | -------------------------------------------------------- |
| Bell 205             | Vereinigte Staaten                | Mehrzweckhubschrauber                      | UH-1H                      | 4     |          |                                                          |
| Bell 412             | Vereinigte Staaten                | Mehrzweckhubschrauber                      | 412EP                      | 1     |          |                                                          |
| AgustaWestland AW139 | Italien                           | Mehrzweckhubschrauber                      | AW139M                     | 12    |          |                                                          |
| Mil Mi-8             | Sowjetunion                       | Transporthubschrauber                      | Mi-17-1V Mi-171Sh Mi-17V-5 | 6     |          | Mi-8T ausgemustert                                       |
| Aérospatiale SA 330  | Frankreich Vereinigtes Königreich | Transporthubschrauber                      | SA-330L                    | 1     |          | Ersetze die CH-19D Chickasaw                             |
| Aérospatiale SA-319  | Frankreich                        | MehrzweckhubschrauberSchulungshubschrauber | SE-3160SA-316B             | 108   |          | Ersetze die SA-315B Lama, HH-43B Huskie und OH-13S Sioux |

### Unbemannte Luftfahrzeuge
| Luftfahrzeuge      | Herkunft            | Verwendung        | Version       | Aktiv | Bestellt | Anmerkungen            |
| ------------------ | ------------------- | ----------------- | ------------- | ----- | -------- | ---------------------- |
| CASC Rainbow       | Volksrepublik China | Kampfdrohne       | CH-3CH-4      |       |          |                        |
| Bayraktar Akıncı   | Türkei              | Kampfdrohne       |               | 1     | 6        | Im Jahr 2022 bestellt. |
| Bayraktar TB2      | Türkei              | Kampfdrohne       |               | 20    |          | Im Jahr 2022 bestellt. |
| Chengdu Wing Loong | Volksrepublik China | Kampfdrohne       | Wing Loong II | 48    |          | [ 28 ]                 |
| Selex ES Falco     | Italien             | Aufklärungsdrohne |               |       |          |                        |
| NESCOM Burraq      | Pakistan            | Aufklärungsdrohne |               |       |          | [ 27 ]                 |
| GIDS Shahpar-2     | Pakistan            | Aufklärungsdrohne |               |       |          | [ 27 ]                 |

### Waffensysteme
Flugabwehr:
- 6 HQ-2 ()
- 144 Crotale ()
- ca. 40 Spada 2000 ()
- 9K310 Igla-1 ()

Luft-Luft-Raketen:
- AIM-9 L/P Sidewinder ()
- AIM-120 C AMRAAM ()
- Kentron V3 ()
- PL-5 ()
- PL-10 ()
- PL-12 ()
- PL-15 ()
- Super 530 ()

Luft-Boden-Raketen:
- AGM-65 Maverick ()
- H-4 SOW ()
- MAR-1 ()

Seezielflugkörper:
- Exocet ()
- YJ-83 ()

Marschflugkörper:
- Ra’ad ()

Bomben:
- FT-6 ()
- Paveway II ()